# Stato operaio degenerato

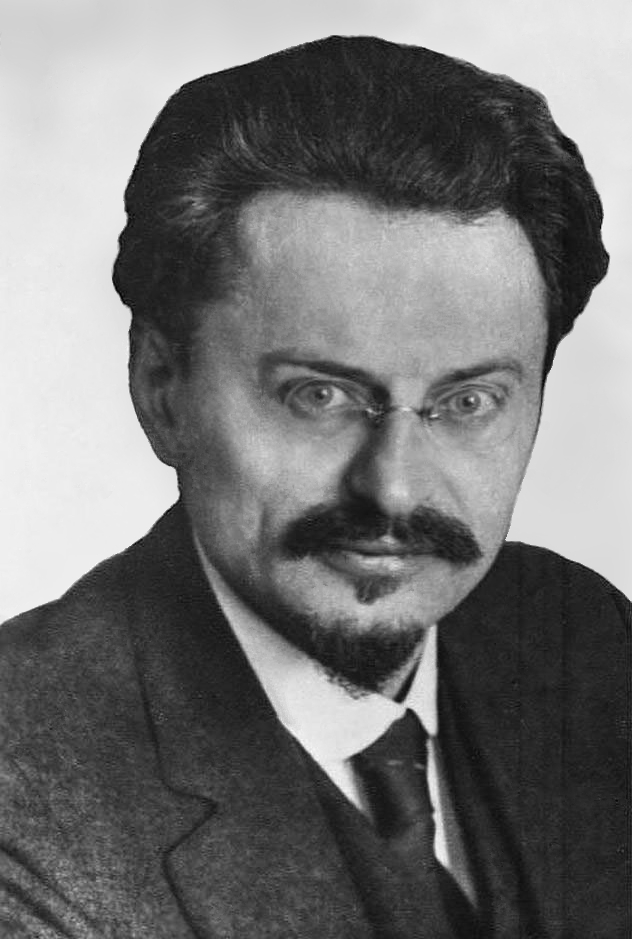
Lev Trockij

Nella teoria politica trockijsta uno Stato operaio degenerato è uno Stato nel quale il governo politico e il predominio sociale della borghesia sono stati rovesciati attraverso una rivoluzione sociale, che tuttavia ha subito un processo di degenerazione burocratica che ha portato all'usurpazione politica del proletariato da parte di una casta di burocrati.

## Formulazione di Lenin
Anche se questa concezione è nota grazie agli scritti di Lev Trockij, la sua prima formulazione si deve a Lenin già nel 1921 quando la burocrazia era ancora in fase di consolidamento:
"Ho dichiarato che il nostro Stato in realtà non è uno Stato operaio, è uno Stato operaio e contadino. Leggendo i verbali della discussione, ora mi accorgo di aver avuto torto, avrei dovuto dire: Lo Stato operaio è un'astrazione. In realtà noi abbiamo uno Stato operaio con le seguenti caratteristiche: (1) sono i contadini e non i lavoratori a predominare nella popolazione e (2) è uno Stato operaio con deformazioni burocratiche."
In realtà questa fu una falsificazione delle parole di Lenin in polemica con Trotsky e Bucharin:
"Il compagno Trotskij parla di uno “Stato operaio”. Scusate, ma questa è un’astrazione. Quando, nel 1917, noi parlavamo di uno Stato operaio, ciò era comprensibile; ma oggi, quando si viene a dire: “Perché difendere la classe operaia, da chi difenderla, visto che non c’è più borghesia, visto che lo stato è operaio”, si commette un errore palese. Questo stato non è completamente operaio. Ecco il punto. Qui sta uno dei fondamentali errori del compagno Trotskij. Adesso siamo passati dai principii generali alla discussione concreta e ai decreti, e ci si vuole tirare indietro da questo lavoro pratico e concreto. È inammissibile. In realtà, il nostro non è uno Stato operaio, ma operaio-contadino; questo in primo luogo. E ne derivano molte conseguenze. (Bucharin:“Come? Operaio-contadino?”). E benché il compagno Bucharin gridi qui dietro: “Come? Operaio-contadino?”, non starò a rispondergli su quest’argomento. Chi lo desidera si ricordi del congresso dei soviet appena concluso e troverà la risposta.
Ma non basta. Il programma del nostro partito, documento che l’autore dell’ABC del comunismo conosce assai bene, mostra che il nostro Stato è uno Stato operaio con una deformazione burocratica. E noi abbiamo dovuto apporgli questa triste, come dire?, etichetta. Eccovi il periodo di transizione nella sua realtà."

## Teoria
Secondo questa teoria, questi Stati sono Stati proletari perché sono passati attraverso una rivoluzione ed hanno un'economia pianificata, ma sono degenerati perché l'economia e il governo non sono controllati dalla classe operaia. Uno Stato proletario degenerato è una forma incompleta di socialismo sui generis: ha un'economia pianificata burocraticamente, ma non la democrazia proletaria necessaria ad un sistema pienamente socialista. Trockij considerava come primo Stato proletario degenerato l'Unione Sovietica di Stalin.
Per un certo periodo dopo l'ascesa al potere di Stalin in URSS, Trockij ritenne possibile una riforma del regime interno dell'URSS e del PCUS per ricondurlo ai canoni della "democrazia sovietica". Ma entro l'inizio degli anni 1930, davanti alla distruzione delle istituzioni democratico-consiliari attuata da Stalin, e ai suoi modi autocratici (applicati anche all'interno del partito), giunse a credere che il processo degenerativo in Unione Sovietica avesse raggiunto un tale livello da rendere necessaria una rivoluzione per riportare al potere la classe operaia. Questa rivoluzione, modificando radicalmente il funzionamento politico del Paese senza tuttavia stravolgerne la base sociale, cioè l'economia pianificata, sarebbe stata una rivoluzione politica e non una rivoluzione sociale. Nonostante la burocrazia si fosse costituita in casta dominante, Trockij pensava dunque che la collettivizzazione che aveva avuto luogo avesse cambiato la natura di classe dello Stato, che quindi non poteva essere posto sullo stesso livello delle nazioni capitaliste. Egli iniziò quindi a descrivere l'URSS come uno Stato proletario degenerato, rifiutando nettamente di considerarla una società in cui vigeva un "capitalismo di stato" , posizione portata avanti invece da altri critici dello stalinismo, come Amadeo Bordiga.
Dopo la morte di Trockij, l'espansione dell'Unione Sovietica nell'Europa orientale si rivelò uno sviluppo inaspettato per i teorici della Quarta Internazionale. Dopo considerevoli ambiguità e difficoltà teoriche, essi giunsero alla conclusione che tutti gli Stati dell'Europa orientale potessero essere descritti come Stati proletari deformati. Dal punto di vista politico, avanzarono anche per questi Paesi la proposta che tali regimi venissero rimossi attraverso una rivoluzione politica proletaria che estromettesse la burocrazia stalinista.
I trockijsti considerano i burocrati stalinisti come uno strato parassitico privilegiato di amministratori, che possiedono una natura contraddittoria. Dal punto di vista trockijsta ortodosso, il potere degli stalinisti deriva dalla protezione delle conquiste della rivoluzione, mentre allo stesso tempo cercano di portare avanti i propri interessi di casta, schiacciando i dissidenti in casa e facendo patti con i capitalisti all'estero.
Altri trockijsti finirono con l'essere in disaccordo con tale teoria e svilupparono una spiegazione alternativa, descrivendo l'URSS come uno Stato capitalista (Tony Cliff ed altri) o collettivista burocratico (Max Schacthman ed altri).